# 奧治斯冰川
76°30′S 145°35′W / 76.500°S 145.583°W
奧治斯冰川（英語：Ochs Glacier）是南極洲的冰川，位於瑪麗伯德地的福特山脈，最終注入布洛克灣，在1929年由美國探險隊發現，以《紐約時報》發行人命名。